# Heteronyx cribriceps
Heteronyx cribriceps är en skalbaggsart som beskrevs av Blackburn 1892. Heteronyx cribriceps ingår i släktet Heteronyx och familjen Melolonthidae. Inga underarter finns listade i Catalogue of Life.